# یواس‌اس اسپارک (۱۸۳۱)
یواس‌اس اسپارک (۱۸۳۱) (به انگلیسی: USS Spark (1831)) یک کشتی بود که طول آن not known بود.